# Brandtite
La brandtite è un minerale.

## Abito cristallino
Monoclino